# Eurokorpus
Eurokorpus (ang. Eurocorps), Korpus Europejski (ang. „ The European Corps”) – wielonarodowa struktura wojskowa szybkiego reagowania, utworzona w celu udziału w operacjach kryzysowych, humanitarnych, ratunkowych oraz wymuszania i utrzymania pokoju – zarówno na potrzeby Unii Europejskiej, jak i NATO. To liczące około 1000 żołnierzy dowództwo korpusu wraz z rozwiniętą jednostką wsparcia stacjonuje w Strasburgu, we Francji i ma zdolność dowodzenia formacjami bojowymi o liczebności do 60 000 żołnierzy w różnych operacjach oraz strefach klimatycznych.

## Historia
Dowództwo korpusu zostało utworzone w 1992 przez Niemcy i Francję na mocy Traktatu Elizejskiego z 1963 w celu zainspirowania tożsamości obronnej UE oraz unijnych zdolności wojskowych. Pełną zdolność bojową Eurokorpus osiągnął w 1995. Korpus dowodzony jest rotacyjnie przez generałów desygnowanych przez państwa ramowe, których status określa Traktat Strasburski z 1992.

### Udział w misjach i operacjach
Eurokorpus w swej 25-letniej historii brał udział w wielu misjach i operacjach. Począwszy od Bośni i Hercegowiny, kierował operacją NATO w Kosowie KFOR III w 2000 roku. Od sierpnia 2004 r. do lutego 2005 r. Eurokorpus dowodził operacją ISAF6 Force w Afganistanie. W okresie lipiec 2006 – styczeń 2007 pełnił dyżur bojowy jako dowództwo komponentu lądowego NRF 7. Podobne zadanie Eurokorpus realizował w drugiej połowie 2010 r. – jako NRF 15. W 2012 roku personel Eurokorpusu tworzył trzon dowództwa sił ISAF w Kabulu. W drugiej połowie 2015 r. skierowano około 60 żołnierzy Eurokorpusu do misji UE w Mali (EUTM Mali). Od lipca 2016 r. do stycznia 2018 r. Eurokorpus, na zapotrzebowanie państw ramowych, tworzył misję szkoleniową UE w Republice Centralnej Afryki (EUTM RCA), gdzie w czasie trzech kolejnych rotacji kierował ponad 60 żołnierzy wraz z dowodzącym generałem.

### Partycypujące państwa
Eurokorpus tworzony jest przez sześć państw ramowych: Niemcy, Francję, Belgię, Hiszpanię, Luksemburg i Polskę. Ponadto w jego skład wchodzą także państwa stowarzyszone (ang. associated): Grecja, Włochy, Rumunia oraz Turcja.

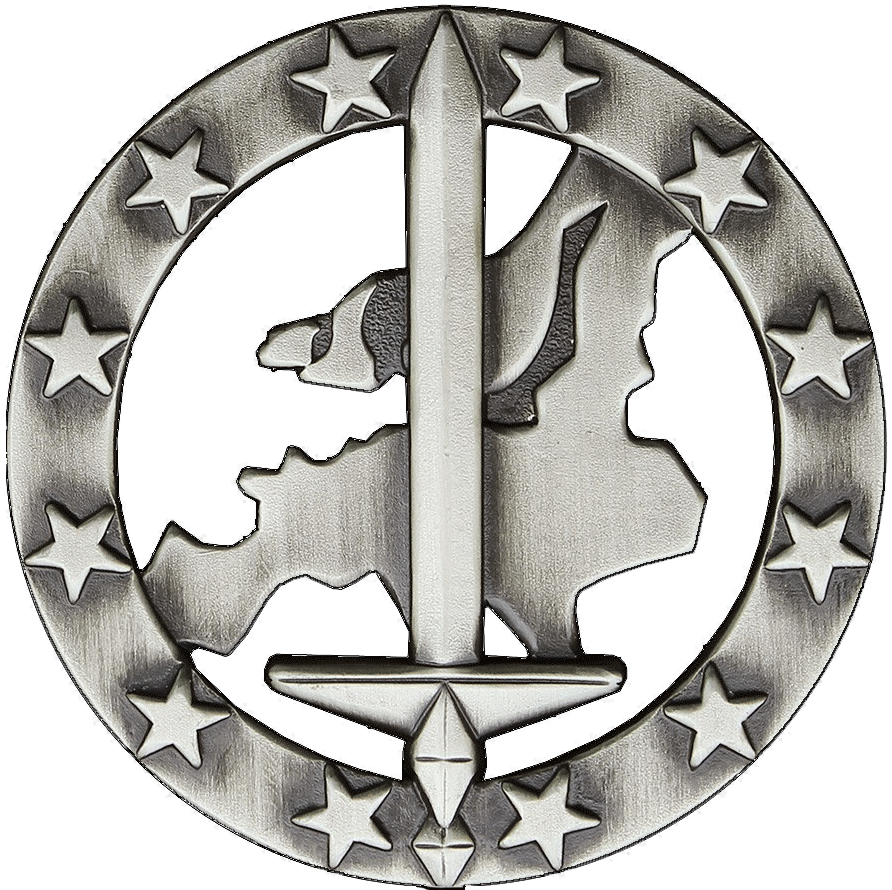
Odznaka na beret Eurokorpusu

### Status Polski
Polska od 2002 roku była państwem stowarzyszonym w Eurokorpusie. W styczniu 2008 Polska wyraziła intencję zmiany statusu na państwo ramowe. Pełne członkostwo miało zostać osiągnięte najwcześniej w 2010. W listopadzie 2011 zaproszono Polskę do negocjacji o przystąpieniu do Eurokorpusu w charakterze „państwa ramowego”, którego datę wyznaczono na 1 stycznia 2016 roku, następnie odroczoną do stycznia 2017 roku. 28 marca 2017 roku w czasie rządów PiS Polska zrezygnowała z ubiegania się o status państwa ramowego, pozostając krajem stowarzyszonym. Uzasadniano to przewidywanym większym zaangażowaniem Eurokorpusu w działania na rzecz UE niż NATO. Ostatecznie jednak w 2019 Polska wstrzymała redukcję swojego udziału w Eurokorpusie, a w 2022 została jego szóstym państwem ramowym. W mapie drogowej redukcji polskiego zaangażowania w Eurokorpusie określono, że utrzymane zostaną ograniczone narodowe zdolności zapewniające Eurokorpusowi realizację zadań związanych z dyżurem w ramach Sił Odpowiedzi NATO (NRF) do końca 2020 roku. Obejmuje to kilkudziesięciu oficerów sztabowych oraz personelu zabezpieczenia wraz z ciężkim sprzętem transportowym.

## Organizacja
Eurokorpus jest autonomiczną jednostką wojskową, nie podporządkowaną żadnej strukturze wojskowej, zarówno narodowej, jak i międzynarodowej. Zadania, mandat oraz decyzje dotyczące udziału w operacjach i misjach w ramach UE, NATO, ONZ są podejmowane przez tzw. Komitet Wspólny (ang. Common Committee) reprezentowany przez szefów obrony oraz przedstawicieli ministerstw spraw zagranicznych poszczególnych państw ramowych. Eurokorpus może być także kierowany do udziału w misjach na zapotrzebowanie państwa ramowego.
Dowództwo Eurokorpusu zlokalizowane jest w Strasbourgu, położonej w pobliżu granicy francusko-niemieckiej siedzibie wielu europejskich instytucji. Dowództwo wraz ze sztabem, dowództwem wielonarodowej brygady wsparcia oraz kompanią łączności rozmieszczone są w bazie Aubert de Vincelles. Eurokorpus utrzymuje siły i środki zapewniające rozwijanie i utrzymanie oraz przemieszczanie stanowiska dowodzenia, które tworzą wielonarodowy batalion wsparcia i zabezpieczenia. W pełni rozwinięty batalion (ok. 550 żołnierzy) wraz pięcioma narodowymi elementami wsparcia rozmieszczone są wspólnie w bazie Quartier Lize wpierając działania dowództwa Eurokorpusu.
Język angielski jest obowiązującym roboczym językiem w Eurokorpusie.

## Członkowie
Źródło: Oficjalna strona Eurokorpusu

### „Państwa ramowe”
- Niemcy – od 1992
- Francja – od 1992
- Belgia – od 1993
- Hiszpania – od 1994
- Luksemburg – od 1996
- Polska – od 2022

### „Państwa delegujące” (obserwatorzy)
- Grecja – od 2002
- Turcja – od 2002
- Włochy – od 2009
- Rumunia – od 2016